# Convento do Carmo (Lisboa)
L'antic Convent do Carmo de l'Ordre dels Carmelites, es troba en una posició privilegiada dins de la ciutat de Lisboa, al costat del Rossio i amb immillorables vistes al Castell de Sant Jordi. Va ser fundat el 1389 per Nuno Álvares Pereira. L'església del convent, que era la major església gòtica de la ciutat, va quedar en ruïnes a causa del terratrèmol de 1755 i és un dels principals records del desastre que va assolar la capital portuguesa. Actualment, en les ruïnes s'hi troba el Museu Arqueològic do Carmo.